# Mari Yamazaki
Mari Yamazaki (Tokio, Japón, 20 de abril de 1967) es una artista de manga japonesa. Su obra más conocida es el manga de estilo seinen Thermae Romae.

## Trayectoria
Su madre es violista profesional, por lo que su vida ocurrió entre múltiples sitios por la carrera de su madre, quien fue intérprete de la Orquesta Sinfónica de Hokkaido. Ahí conoció a su padre, quien fue director de orquesta y falleció cuando Mari era pequeña. Yamazaki se mudó de Japón a Italia en 1984 para estudiar pintura al óleo e historia del arte en la Academia de Bellas Artes de Florencia. Ahí tuvo diversos empleos como profesora, reportera de televisión —en donde se especializó en escribir sobre sitios de aguas termales y baños públicos— y otros empleos relacionados al intercambio cultural entre Italia y Japón. Inició como mangaka en 1997 mientras criaba a su hijo. Ha vivido en Siria, Portugal y radica en Chicago.

## Obras
- Yūmeijin (有名人) (2001, ISBN 978-4063344851)
- Kokoro ni Sasayaite (心にささやいて) (2003, ISBN 978-4872877953)
- 2050-nen no Watashi Kara (2050年の私から) (2005, ISBN 978-4062129169)
- Mōretsu! Italia Kazoku (モーレツ!イタリア家族) (2006, ISBN 978-4063376074)
- Sore de wa Sassoku Buon Appetito! (それではさっそくBuonappetito!) (2007, ISBN 978-4063376487)
- Rumi to Maya to Sono Shūhen (ルミとマヤとその周辺) (2008, ISBN 978-4063406863, ISBN 978-4063376487, ISBN 978-4063407570)
- Thermae Romae (テルマエ・ロマエ, Terumae Romae) (2007, ISBN 978-4-04-726127-3, ISBN 978-4047267701, ISBN 978-4047272323, ISBN 978-4047275157)
- Italia Kazoku Fūrinkazan (イタリア家族風林火山) (2008, ISBN 978-4-82-117023-4)
- Ryōko-san no Iu Koto ni wa Shinonomechō Rumi Maya Nikki (涼子さんの言うことには 東雲町ルミマヤ日記) (2009)
- Sekai no Hate de mo Mangakaki (世界の果てでも漫画描き) (2009, ISBN 978-4420220552、ISBN 978-4420220569)
- Chikyū Ren'ai (地球恋愛) (2010, ISBN 978-4063761030)
- PIL (2010, ISBN 978-4420152372)
- Arabia Neko no Gorumu (アラビア猫のゴルム) (2010, ISBN 978-4063377187)
- Bōen Nippon Kenbun Roku (望遠ニッポン見聞録) (2010)
- Sweet Home Chicago (2011)
- Jakomo Fosukari (ジャコモ・フォスカリ) (2011)
- Tatte Iru Mono wa Haha (Ryōko) de mo Tsukae (立っている者は母（リョウコ）でも使え) (2012)
- Jobs (2013)
- Plinius (プリニウス) (2013) (en colaboración con Tori Miki)[6]
- Olympia Kyklos (オリンピア・キュクロス) (2018)[7]

## Premios y reconocimientos
- 2010 - Manga Taishō por Thermae Romae.
- 2010 - 14.º Premio Cultural Tezuka Osamu en la categoría de cuento corto por Thermae Romae.
- 2012- Comandante de la Orden de la Estrella de Italia, dada por el Gobierno de Italia por sus contribuciones a la difusión de la cultura italiana.[4]